# Home Again (Edwyn Collins)
Home Again è il sesto album in studio del musicista britannico Edwyn Collins, pubblicato il 17 settembre 2007.

## Tracce
1. One Is a Lonely Number – 5:22
2. Home Again – 3:12
3. You'll Never Know (My Love) – 3:37
4. 7th Son – 3:51
5. Leviathan – 4:29
6. It's in Your Heart – 2:48
7. Superstar Talking Blues – 2:57
8. Liberteenage Rag – 3:27
9. A Heavy Sigh – 5:27
10. Written in Stone – 4:05
11. One Track Mind – 3:38
12. Then I Cried – 3:18